# دیر الغربی
دیر الغربی (به عربی: دیر الغربی) یک روستا در سوریه است که در ناحیه مرکزی معره‌النعمان واقع شده‌است. دیر الغربی ۱٬۸۹۲ نفر جمعیت دارد.